# Якуб-ага Рудзевич
Якуб-ага Рудзевич, Яков Измайлович Рудзевич (Буджак — октябрь 1784, Таврическая область) — вельможа и государственный деятель сначала ага Крымского ханства, вельможа Едисана и Буджака (гетман дубоссарский), впоследствии член администрации Крыма под владычеством Российской империи, сподвижник князя Г. А. Потёмкина. Известен в русских официальных документах как Яков Измайлович Рудзевич.

## Биография
Происходил из литовских татар, княжат герба Месяц. Его отец Измаил где-то в 1710-х годах перебрался на Правобережную Украину, а затем в Буджак. Отсюда была распространено мнение, что Якуб принадлежал к буджацким татарам. Получил немалые знания, занимаясь торговлей лошадьми. Владел турецким, татарским, польским, греческим языками.
В марте 1760 года прибыл в Крым, где поступил на службу к крымскому хану Кырым Гераю, став его драгоманом. Получил титул аги. Также занимался продажей ногайских лошадей в прусское войско во время Семилетней войны. В 1761 году по приказу хана прибыл в Берлин с целью заключения антироссийского союза. Восхождение на русский трон в 1762 году Петра III, прекратившего войну с Пруссией, изменило ситуацию. Прусская дипломатия теперь говорила только о найме крымского войска для войны с Австрией и дальнейшей закупке лошадей. Обеими этими делами занимался Якуб-ага, умножив как международное влияние, так и сокровищницу хана.
В 1762—1764 годах активно помогал хану в заселении вдоль рек Кодыма и Ягорлык «ханских слободок» и возрождении Ханской Украины, которая неофициально стала называться Ганьщиной. Она была расширена до Южного Буга. В 1765 году новый хан Селим III Герай назначает Якуб-агу гетманом Ханской Украины (гетманом дубоссарским). Резиденцией его стал город Балта. Французский консул в Крыму Франсуа де Тотт назвал его «губернатором и начальником таможни Балты». В турецких и польских документах он числился воеводой. Сам Якуб подписывался как «гетман и поднестровский воевода и комендант границ украинных».
С 1763 года находился в сношениях с консулом России в Крымском ханстве А. Ф. Никифоровым, вплоть до изгнания последнего в 1765 году, и, вероятно стал русским агентом влияния.
В 1767 году по приказу хана Максуд Герая был арестован, а его имущество конфисковано. Освободился и возобновился в гетманстве благодаря протекции и подкупам де Тотта в 1768 году после свержения хана.
Предлагал свои платные услуги русским должностным лицам, но вызывал у них подозрения в двойной игре. В 1768 году во время восстания Колиивщины спровоцировал ограбление Балты гайдамаками, которые при этом захватили символы власти - гетманские клейноды, что дало основания вскоре провозгласить Максима Зализняка гетманом украинским. Украинский историк Владислав Грибовский считает Якуба-агу автором "Золотой грамоты", на которую ссылались гайдамаки, войдя в Речь Посполитую. В конце концов, в том числе и приграничные интриги Якуб-ага (подстрекаемые запорожцы были формально российскими подданными) стали одной из многих причин для оглашения османским султаном Мустафой III войны Российской империи в 1768 году.
В августе 1770 года вместе с племянником Юсуф Ибрагимом перешел на сторону русских, прибыв в ставку графа П. И. Панина, управлявшего осадой Бендер. Сведения Якуб-аги Панин посчитал настолько важными, что после взятия Бендера на их основе Панин представил Государственному совету империи секретный доклад «Об отложении крымских татар от власти турецкой». Доклад был одобрен лично Екатериной II. Для реализации проекта аннексии Крыма была создана специальная комиссия, в которую в качестве переводчика был привлечен Якуб-ага. Основной ее задачей было ведение тайных переговоров с влиятельными ногайцами и крымскими татарами. В 1774 году комиссию возглавил князь Григорий Потемкин.
В 1781 году за активную помощь россиянам получил должность советника Государственной канцелярии. В 1783 году после оккупации Крыма дипломатией и подкупом способствовал признанию мурзами Ширин и Мансур, муфтием Мусаллаф-эфенди и кадиаскером Сеит Мегмет-эфенди власти русской империи. В свою очередь они привели к присяге беев и другую крымскотатарскую знать. За такие действия Якуб-ага получил права русского дворянина и чин статского советника.
В августе 1783 года вошел в состав «Крымского правительства» при Таврическом областном правлении, представлявшего крымскотатарскую знать и должен был помогать гражданскому правителю Таврической области Василию Каховскому и генерал-губернатору Григорию Потемкину. Возглавил это «правительство» Мегметша-бей, мурза Ширин . В декабре 1783 года Якуб-агу назначен кадиаскером. Рудзевич отправил в каждый каймакамство и кадилик по наблюдателю, чтобы контролировали наместников (каймакамов) и кадиев. С началом миграции крымских татар с полуострова предлагал русскому правительству запретить их выезд в Османскую империю.
Умер Рудзевич в октябре 1784 года. К тому времени у него фактически не было значительного состояния, только земельное поместье на территории Ак-Мечети (Старый город в Симферополе) и дом в Карасубазаре (здесь с 1784 года располагалось Таврическое областное правление). Поэтому Григорий Потемкин выхлопотал пенсион для вдовы и детей в размере 1200 рублей. Его потомки стали русскими вельможами.

## Семья
- Жена - Фатима. После смерти мужа вдова с четырьмя детьми была приглашена в Петербург, жила в доме графа Брюса и получала содержание от правительства[6].

Дети её были крещены в православную веру, восприемниками их были сама Екатерина II, великая княгиня Елизавета Алексеевна и великие князья Александр Павлович и Константин Павлович:
- Екатерина (1774—1799), жена действительного статского советника Михаила Ладыгина
- Александр (1775-1829), генерал от инфантерии, Новороссийский генерал-губернатор
- Елизавета (1776—1840), супруга Андрея Шостака, вице-губернатора Таврической губернии
- Константин (1777-1799).

Внук:
- Николай Александрович Рудзевич (1811—1889) — генерал-лейтенант, костромской губернатор, наказной атаман Кавказского линейного казачьего войска[8].